# Finländska handpappersbruk
De finländska handpappersbruken tjänade huvudsakligen lokala behov. Deras kunder var världslig och kyrklig förvaltning, skolor och boktryckerier men också byggbranschen för grövre papperstyper. Gemensamma problem för bruken var svårigheten att få ihop råvaran lump och forsarnas låga fallhöjd, som oftast bara medgav åtta månaders arbete per år. I många fall hade man också brist på kapital och kunnig arbetskraft. Efter 1850 konkurrerades de snart ut av maskinell papperstillverkning.

## Historia
Huvudartikel: Papperets historia
I det svenska riket började man tillverka lumppapper på 1500-talet. Behovet av papper märktes främst i krono- och stiftsförvaltningen samt vid universitet och skolor. Därför anlades år 1667 det första pappersbruket i Finland, Tomasböle pappersbruk, för att betjäna biskopens i Åbo utgivning av religiösa skrifter. Biskop Johannes Gezelius den äldre var en flitig författare och startade också ett boktryckeri för sina ändamål. Verksamheten lades ned 1713 då den ryska ockupationen av Finland inleddes. Även biskop Petrus Bång i Viborg fick 1688 tillstånd för Viborgs gymnasium att anlägga ett tryckeri och en papperskvarn. Tryckeriet förverkligades men inte papperskvarnen och projektet torkade helt in år 1693.
Under 1700-talet gjordes fler försök att upprätta pappersbruk i Finland. Bokhållaren på Fiskars bruk Matthias Hageman hade på 1740-talet planer på att återupprätta papperskvarnen i Tomasböle fors men andra forsbrukare kom före. Därefter försökte Hageman inrätta en papperskvarn vid Åminne fors i Pojo men inte heller det projektet blev av. År 1757 fick landshövdingen i Åbo Johan Georg Lillienberg privilegium på att anlägga ett pappersbruk på godset Sundholm i Nystad men av planen blev intet. Tidigare regementsskrivaren och kommissarien på Järvenoja pappersbruk Georg J. Kranck anhöll 1759 om privilegium för att få anlägga en papperskvarn på Vaaranoja kronotorps mark i Pöytis men fick avslag. Köpmannen i Vasa Johan Bladh fick 1761 privilegium på en papperskvarn i Keppo fors i Lappo å i Nykarleby men detta fullföljdes inte. Först 1762 beviljades privilegium för Järvenoja-Möllby pappersbruk, som verkade ända till år 1854. Tammerfors pappersbruk grundades 1785 och verkade som handpappersbruk ända till omkring år 1860.
År 1805 fick apotekaren Johan Henric Långhjelm privilegium för att anlägga ett pappersbruk vid Tammerfors ström intill Tammerfors pappersbruk men projektet kom av sig. År 1818 anlades Tervakoski pappersbruk i Janakkala där papper tillverkades för hand till år 1853 då den första pappersmaskinen togs i bruk. På 1820-talet tillkom Vesakoski pappersbruk i Ikalis (1820-1840), Juvankoski pappersbruk (1820–1879) och Jungsunds pappersbruk i Korsholm (1828-1876). År 1838 beviljades privilegium åt boktryckaren i Åbo Christian Ludvig Hjelt för att anlägga ett pappersbruk på Knaapi hemman i Nautela by i Lundo socken. Bygget avbröts genom en brand 1840 och Hjelts anhållan om förlängt privilegium avslogs. På 1840- och 1850-talet tillkom ännu Granfors pappersbruk i Närpes (1840-1870), Långfors pappersbruk i Sastmola (1840-1873), Viantotaipale pappersbruk i Kuopio (1844-1857), Haga pappersbruk i Lappajärvi (1848-1858), Terttilä pappersbruk i Somero (1849-1874) och Talisola pappersbruk i Nykyrka, Karelen (1850-1864).